# Токаренко, Михаил Петрович
Михаил Петрович Токаренко (05.04.1906 — 28.12.1972) — командир пулемётного расчёта пулемётной роты 327-го гвардейского Севастопольского горнострелкового полка (128-я гвардейская горнострелковая Туркестанская Краснознамённая дивизия, 3-й Карпатский горнострелковый корпус, 1-я гвардейская армия, 4-й Украинский фронт), гвардии младший сержант, участник Великой Отечественной войны, кавалер ордена Славы трёх степеней.

## Биография
Родился 5 апреля 1906 года в станице Курганная Лабинского отдела Кубанской области (ныне город Курганинск Краснодарского края) в семье рабочего. Русский. Образование начальное. Жил в городе Тбилиси (Грузия). Работал плотником на кирпичном заводе.
В Красной Армии с 30 августа 1941 года. В действующей армии с 15 сентября 1941 года.
Воевал на Южном, Закавказском, Северо-Кавказском фронтах, в составе Отдельной Приморской армии, на 4-м Украинском фронте. Принимал участие в битве за Кавказ, освобождении Крыма, Карпатско-Ужгородской, Западно-Карпатской, Моравско-Остравской и Пражской наступательных операциях. В боях дважды был ранен.
Командир пулемётного расчёта 319-го гвардейского горно-стрелкового полка (128-я гвардейская горнострелковая дивизия, Отдельная Приморская армия) младший сержант Токаренко Михаил Петрович 16 января 1944 года в бою на Керченском полуострове (Крым) истребил свыше 10 гитлеровцев, противотанковой гранатой подавил дзот.
Приказом командира 128-й гвардейской горно-стрелковой дивизии от 6 февраля 1944 года гвардии ефрейтор Токаренко Михаил Петрович награждён орденом Славы 3-й степени.
10 апреля 1944 года Токаренко М. П. в том же боевом составе с расчётом в бою за город Керчь скрытно занял выгодную позицию и прицельным огнём из пулемёта поразил свыше 10 гитлеровцев, подбил БТР, подавил противотанковое орудие. 27 июня 1944 года награждён орденом Славы 2-й степени.
В боях за Севастополь 11 мая 1944 года, поддерживая наступление стрелковой роты, уничтожил огневую точку противника и 4 немецких солдат. 12 мая 1944 года вместе со вторым номером расчёта выдвинули пулемёт вперёд и внезапным кинжальным огнём уничтожили до 30 солдат противника, обеспечив успешное продвижение нашего стрелкового подразделения.
Приказом командующего Отдельной Приморской армией от 23 июня 1944 года гвардии ефрейтор Токаренко Михаил Петрович награждён орденом Славы 2-й степени.
После освобождения Крыма в августе 1944 года 128-я гвардейская горнострелковая дивизия была передислоцирована в полосу 4-го Украинского фронта и приступила к подготовке наступления в условиях горно-лесистой местности. В ходе Карпатско-Ужгородской наступательной операции на подступах к городу Медзилаборце ныне Прешовского края (Словакия) 21 сентября 1944 года командир пулемётного расчёта М. П. Токаренко прикрывал фланг батальона. Вовремя обнаружил попытку контратаки и уничтожил огневую точку и автомашину противника, чем надёжно обеспечил фланг подразделения.
Приказом командующего 1-й гвардейской армией от 14 декабря 1944 года гвардии младший сержант Токаренко Михаил Петрович награждён вторым орденом Славы 2-й степени.
В ноябре 1945 года демобилизован. Вернулся в город Тбилиси. Работал строителем.
Указом Президиума Верховного Совета СССР от 26 ноября 1958 года в порядке перенаграждения Токаренко Михаил Петрович награждён орденом Славы 1-й степени.
Умер 28 декабря 1972 года. Похоронен в городе Тбилиси (Грузия).

## Награды
- Полный кавалер ордена Славы:
  - орден Славы I степени (26.11.1958)[5];
  - орден Славы II степени (23.06.1944)[6];
  - орден Славы III степени (06.02.1944)[7];
- медали, в том числе:
  - «За оборону Кавказа» (1 мая 1944)
  - «В ознаменование 100-летия со дня рождения Владимира Ильича Ленина» (6 апреля 1970)
  - «За победу над Германией в Великой Отечественной войне 1941—1945 гг.» (9 мая 1945[8])
  - «За освобождение Праги» (9 мая 1945)
  - «20 лет Победы в Великой Отечественной войне 1941—1945 гг.» (7 мая 1965[9])
  - «50 лет Вооружённых Сил СССР» (26 декабря 1967[10])
- Знак «25 лет победы в Великой Отечественной войне» (1970)

## Память

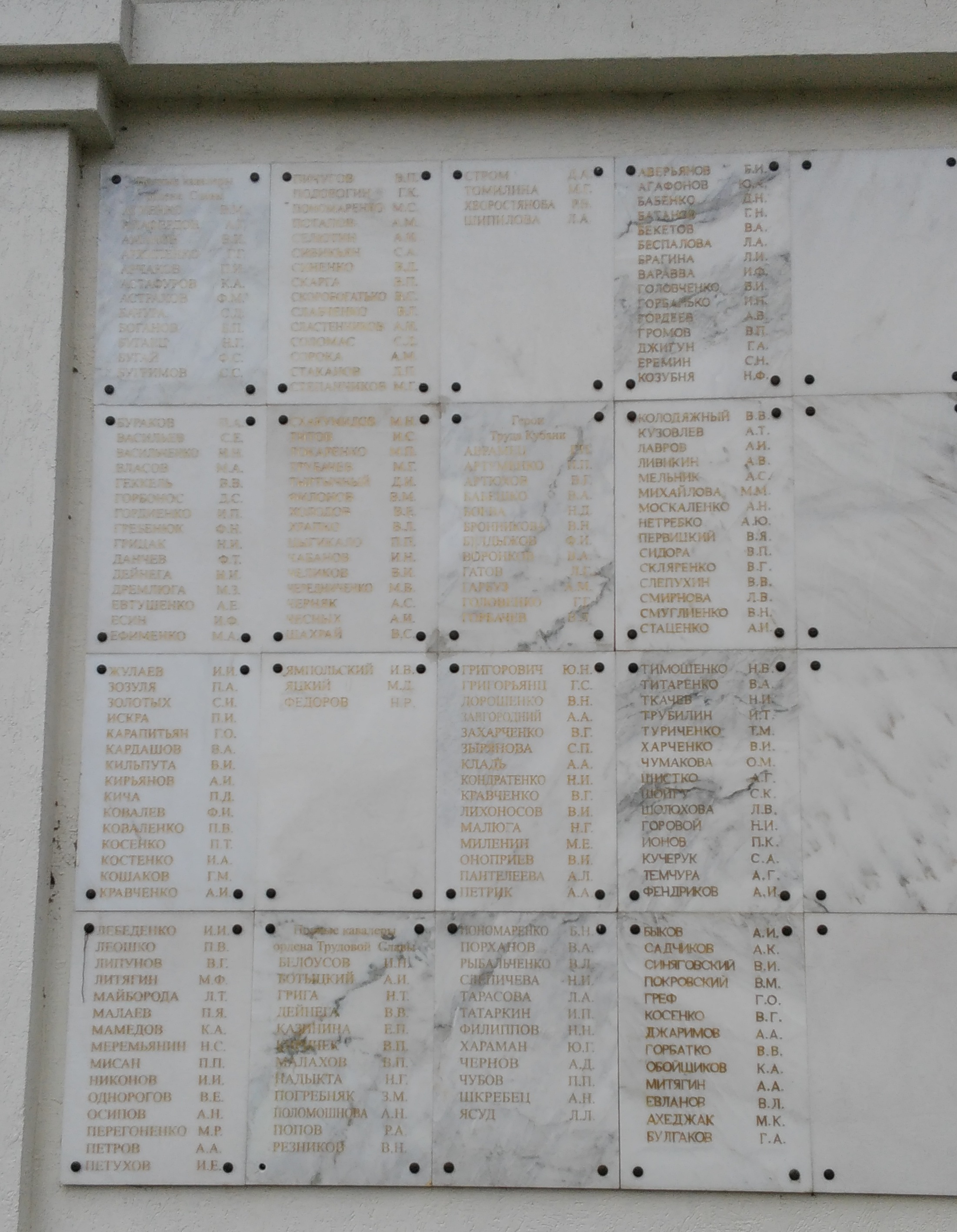
Мемориальная доска с именами полных кавалеров Ордена Славы в Краснодаре.

- В Краснодаре установлена Мемориальная доска с именами полных кавалеров Ордена Славы.
- На могиле установлен надгробный памятник.
- Его имя увековечено в Главном Храме Вооружённых сил России, и навсегда запечатлено на мемориале «Дорога памяти».

### Видео
- Бочаров о полном кавалере ордена Славы Токаренко Михаиле Петровиче Видео на YouTube